# Ponte di batteria
Il ponte di batteria, negli antichi vascelli a vela, era il ponte della nave sul quale erano collocate le batterie di cannoni. Il ponte di batteria era collocato sotto il ponte di coperta e le murate presentavano delle feritoie per consentire il tiro dei cannoni. Nelle navi militari moderne viene detto ponte di batteria il primo interponte al di sotto del ponte di coperta.